# نوكيا 6131
نوكيا 6131 هو أحد أجهزة نوكيا، شركة الهواتف والتقنية النقالة. يأتي هذا الجهاز مع شاشة نوعها 320 * 240 24-بت (16,777,216) لون. تم إصدار هذا الجهاز في 2006. تقنيته/تردده هي النظام العالمي للإتصالات المتنقلة. جيل الجهاز هو BB5.0. عامل الشكل (التصميم) للجهاز هو «صدفة المحار». الجهاز يحتوي على كامير نوعها: 1.3 ميغابيكسل.
- - تصميم رفيع وأنيق قابل للثني مع نماذج خاصة ذات غطاء ملوّن ناعم الملمس
  - تشغيل مبتكر عبر ميزة «اضغط بلمسة واحدة ليفتح»
  - شاشتان مزدوجتان: شاشة داخلية ملوّنة تحوي 16 مليون لون «حقيقي»، وشاشة خارجية تحوي 262.144 لوناً
  - كاميرا 1.3 Megapixels مع محدّد المشهد على كامل الشاشة وميزة التقريب بسهولة ×8
  - رسائل فورية معزّزة مع إمكانية إعادة التواصل مع العناوين والمجموعات التي تمّ الاتصال بها مؤخراً

## نوكيا 6133
نوكيا 6133 هو إصدار فرعي. يأتي هذا الجهاز مع شاشة نوعها 320 * 240 24-بت (16,777,216) لون. تم إصدار هذا الجهاز في 2006. أما بالنسبة لوضعية إنتاجه الحالية فلا يزال يُنتج. تقنيته/تردده هي النظام العالمي للإتصالات المتنقلة. جيل الجهاز هو BB5.0. عامل الشكل (التصميم) للجهاز هو «صدفة المحار». الجهاز يحتوي على كامير نوعها: 1.3 ميغابيكسل.

## نوكيا 6126
نوكيا 6126 هو إصدار فرعي. يأتي هذا الجهاز مع شاشة نوعها 320 * 240 24-بت (16,777,216) لون. تم إصدار هذا الجهاز في 2006. أما بالنسبة لوضعية إنتاجه الحالية فلا يزال يُنتج. تقنيته/تردده هي النظام العالمي للإتصالات المتنقلة. جيل الجهاز هو BB5.0. عامل الشكل (التصميم) للجهاز هو «صدفة المحار». الجهاز يحتوي على كامير نوعها: 1.3 ميغابيكسل.